# PIK3R3
La subunidad reguladora gamma de la fosfatidilinositol 3-quinasa (PIK3R3) es una enzima codificada en humanos por el gen PIK3R3.

## Interacciones
La proteína PIK3R3 ha demostrado ser capaz de interaccionar con:
- IGF1R[3]
- IRS1[4][3]
- Proteína del retinoblastoma[5]